# ネマニャ・モティカ
ネマニャ・モティカ（セルビア語: Немања Мотика, ラテン文字転写: Nemanja Motika、2003年3月20日 - ）は、セルビアとドイツのサッカー選手。ポジションはミッドフィールダー、フォワード。

## 経歴

### レッドスター・ベオグラード
2022年2月2日、セルビア・スーペルリーガのレッドスター・ベオグラードと4年契約を締結した。